# Roan Wilson
Roan Roberto Wilson Gordon (* 1. Mai 2002 in Puerto Limón) ist ein costa-ricanischer Fußballspieler. Der zentrale Mittelfeldspieler steht seit 2023 beim Gil Vicente FC unter Vertrag und ist momentanan an GD Chaves verliehen.

## Karriere

### Verein
Wilson begann seine Karriere in der Jugendabteilung vom Limón FC. 2019 stand er erstmals im Kader der A-Mannschaft. Im Februar desselben Jahres debütierte er im Rahmen von zwei Kurzeinsätzen für seine Mannschaft. Nachfolgend kam er bis Saisonende nicht mehr zum Einsatz. Die nächste Spielzeit begann für ihn mit Startelfeinsätzen in acht der ersten elf Spiele – die restliche Saison bestritt er als Ergänzungsspieler. 2020/21 begann für den Costa-ricaner wie die alte Spielzeit endete – als Ergänzungsspieler. In der Rückrunde steigerte sich seine Rolle, er kam in 18 von 22 Spielen zum Einsatz und stand durchschnittlich 62 Minuten auf dem Platz. Im August 2021 wechselte er ligaintern zu Municipal Grecia. Dort avancierte er unmittelbar zum Stammspieler, absolvierte 32 der 38 Ligapartien und stand hierbei jedes Mal in der Startelf. Auch die Saison 2022/23 startete für den Mittelfeldspieler ähnlich. Anfang 2023 wechselte er dann nach Portugal zum Erstligisten Gil Vicente FC und kam dort in der Restsaison fünf Mal zum Einsatz. Am 28. Oktober 2023 erzielte Wilson beim 3:3-Unentschieden gegen Sporting Braga seinen ersten Ligatreffer. Im Sommer 2024 ging er dann für eine Spielzeit leihweise zu GD Chaves in die Segunda Liga.

### Nationalmannschaft
Wilson kam erstmals 2019 für eine Nationalmannschaft zum Einsatz, als er fünf Spiele für die costa-ricanische U-17 bei der CONCACAF-Meisterschaft bestritt. Drei Jahre später debütierte er im Juni 2022 im Rahmen des CONCACAF-Nations-League-Spiels gegen Panama für die A-Nationalmannschaft. Im November 2022 wurde der Spieler für den costa-ricanischen Kader für die WM im selben Jahr in Katar nominiert. Dort wurde er im letzten Gruppenspiel gegen Deutschland (2:4) in der 89. Minute eingewechselt. Zuletzt stand er im Juli 2023 beim CONCACAF Gold Cup in der Vorrunde für die Auswahl Costa Ricas auf dem Feld.